# Stuckange
Stuckange é uma comuna francesa na região administrativa de Grande Leste, no departamento de Mosela. Estende-se por uma área de 4,44 km². Em 2010 a comuna tinha 1 168 habitantes (densidade: 263,1 hab./km²).